# Patrick Swayze
Patrick Wayne Swayze (uttal /ˈsweɪziː/), född 18 augusti 1952 i Houston, Texas, död 14 september 2009 i Los Angeles, Kalifornien, var en amerikansk skådespelare, dansare och singer/songwriter. Efter att ha blivit berömd för sin medverkan i filmer under 1980-talet, där Swayze spelade tuffa och romantiska manliga roller, blev han omåttligt populär hos en kvinnlig publik och fick status som tonårsidol och sexsymbol.
Swayze spelade i filmer i en rad olika genrer, inklusive dramat Outsiders (1983), Darrel "Darry" Curtis i krigsfilmen Röd gryning (1984), vietnamfilmen Uncommon Valor (1984), hockeyfilmen Youngblood (1986), den apokalyptiska actionfilmen Steel Dawn (1987), dansinstruktören Johnny Castle i det romantiska "coming-of-age" dramat Dirty Dancing (1987), actionfilmen Road House (1989), den romantiska fantasy/thrillern Ghost (1990), action/kriminalfilmen Point Break - dödens utmanare (1991), dragqueenen Vida Boheme i komedin High Heels (1995), actionfilmen Black Dog (1998), det övernaturliga dramat Donnie Darko (2001), dramafilmen Jump! (2003), dramakomedin 11:14 (2003), samt i två tv-serier; kostymdramat Nord och Syd (1985-1986) och deckarserien The Beast (2009). Han skrev och sjöng även låten "She's Like the Wind", som finns med på Dirty Dancings soundtrack.
Under sin karriär erhöll Swayze tre Golden Globe Award-nomineringar och utnämndes av tidningen People till "Sexiest Man Alive" 1991.

## Biografi
Patrick Wayne Swayze föddes i Houston 1952. Han var son till koreografen, dansinstruktören och dansaren Patsy Swayze (född Karnes, 1927–2013) och ingenjören Jesse Wayne Swayze (1925–1982). Han hade en äldre syster, Vickie (1949–1994), två yngre bröder, skådespelaren Don (född 1958) och Sean (född 1962) samt en yngre syster, Bambi. Swayzes förfader John Swasey (1619–1706) från Bridport, Dorset, England kom med den puritanska migrationen (1620–1640) till Massachusetts, USA.
Som barn fick Swayze lära sig balett vid moderns Houston Jazz Ballet Company. Under sitt sista år i high school skadade Swayze sitt knä svårt när han spelade amerikansk fotboll och behövde vara gipsad i ett halvår. Efter rehabilitering och hård träning under två år kom han med i Eliot Feld Ballet Company (1973–2003) i New York.
Patrick Swayzes första professionella framträdande som dansare var i Disney on Parade, vilket följdes av Broadwayuppsättningen av Grease. Swayze medverkade även i ett avsnitt av TV-serien M*A*S*H 1981. Hans första filmroller var i filmerna Outsiders (1983), Röd gryning (1984) och Youngblood (1986). År 1985 slog han igenom med TV-serien Nord och Syd, i rollen som sydstataren Orry Main. 
Sitt riktigt stora genombrott fick Swayze 1987 med filmen Dirty Dancing och 1990 spelade han mot Demi Moore och Whoopi Goldberg i filmen Ghost. 
Swayze var gift med Lisa Niemi (född 1956) från 1975 fram till sin död. De träffades första gången när även hon i tonåren tog danslektioner hos Patsy Swayze. När Niemi sedan fick stipendium för att dansa i New York blev de tillsammans och gifte sig. Paret hade inga barn.

## Sjukdom och död
I slutet av december 2007, precis efter att ha filmat pilotavsnittet för tv-serien The Beast, började Swayze drabbas av en brännande känsla i magen orsakad av en blockering av hans gallgångar. Tre veckor senare, i mitten av januari 2008, fick han diagnosen bukspottkörtelcancer i fjärde stadiet. Han reste till Stanford University Medical Center för kemoterapi och behandling med det experimentella läkemedlet vatalanib, som läkarna hoppades skulle stänga av blodtillförseln till tumören. I slutet av maj 2008 sågs han på en basketmatch med Los Angeles Lakers, vilket var hans första offentliga framträdande sedan diagnosen. I juni 2008 sa Swayze enligt uppgift att hans behandlingar fungerade och han var på väg att vinna kampen mot cancern. Den 19 april 2009 informerade läkarna Swayze om att cancern återigen hade spridit sig till hans lever. Swayze var rökare i 40 år, och han berättade vid ett tillfälle att han rökte 60 cigaretter om dagen. Han uppgav att hans kedjerökning förmodligen hade något att göra med sjukdomen, men han fortsatte ändå att röka medan han genomgick cancerbehandlingen. Swayze dog vid sidan av sin familj den 14 september 2009 vid en ålder av 57 år. Swayzes död inträffade 20 månader efter han hade fått sin cancerdiagnos.

## Filmografi i urval
- 1979 – Skatetown, U.S.A.
- 1981 – M*A*S*H (TV-serie)
- 1983 – Outsiders
- 1984 – Uncommon Valor
- 1984 – Röd gryning
- 1985 – Nord och Syd (TV-serie)
- 1986 – Youngblood
- 1987 – Dirty Dancing
- 1987 – Steel Dawn
- 1987 – Tiger Warsaw
- 1989 – Road House
- 1989 – Next of Kin
- 1990 – Ghost
- 1991 – Point Break - dödens utmanare
- 1992 – Glädjens stad
- 1993 – Father Hood
- 1995 – Tre önskningar
- 1995 – High Heels
- 1995 – Tall Tale
- 1998 – Black Dog
- 1998 – Letters from a Killer
- 2000 – Forever Lulu
- 2001 – Donnie Darko
- 2001 – Green Dragon
- 2002 – Waking up in Reno
- 2003 – One Last Dance
- 2003 – 11:14
- 2004 – Dirty Dancing 2
- 2004 – King Solomon's Mines
- 2004 – George and the Dragon
- 2005 – Keeping Mum
- 2006 – Micke och Molle 2 (röst)
- 2007 – Jump
- 2007 – En galen jul
- 2009 – The Beast (TV-serie)
- 2009 – Powder Blue